# Druga bitwa nad Bobrem
Druga bitwa nad Bobrem – jedna z bitew podczas wojen napoleońskich, mająca miejsce w Płakowicach pod Lwówkiem Śląskim (obecnie dzielnica miasta), stoczona 29 sierpnia 1813 roku między armią Cesarstwa Francuskiego i armią pruską, w wyniku której francuska dywizja gen. Jacques'a Pierre'a Louisa Puthoda uległa zniszczeniu.

## Przebieg
W roku 1813, w czasie wojen napoleońskich, wojska francuskie stoczyły nad Bobrem w okolicy Lwówka Śląskiego (Płakowice) dwie bitwy. Pierwsza bitwa nad Bobrem 21 sierpnia zakończyła się zwycięstwem Napoleona nad wojskami pruskimi. Jednak już kilka dni później, 29 sierpnia miała miejsce druga bitwa nad Bobrem, która przyniosła Francuzom klęskę. Dywizja generała Puthoda, który nie brał udziału we wcześniejszej bitwie nad Kaczawą, wycofywała się w kierunku Jeleniej Góry, aby tam przeprawić się na lewy brzeg Bobru. Wezbrana rzeka pozrywała jednak mosty, a Francuzi ruszyli w dół rzeki, kierując się na Lwówek Śląski. W Płakowicach chcieli zbudować przeprawę, ale wzburzone wody im to uniemożliwiły. Naciskane przez korpus Langerona, należący do przedniej straży wojsk Blüchera, oddziały francuskie, przyparte do rzeki i ostrzelane lekką artylerią, podjęły próbę przebycia rzeki wpław. Skończyło się to tragicznie. W nurtach Bobru zginęło 2000 żołnierzy, w tym generał i pułkownik. Przez rzekę podobno udało przeprawić się jedynie 40 żołnierzom. Przez kilka następnych dni ciała topielców były wyrzucane na brzegi rzeki. Pochowano je w zbiorowej mogile na łące pod Brunowem. Ogółem w bitwie zginęło, utopiło lub poddało się blisko 3000 żołnierzy, z czego blisko 1000 znalazło śmierć w wodach rzeki. Do niewoli trafiło 2-3 tys. żołnierzy oraz 100 oficerów. Niektóre źródła podają również informacje, że w tym czasie w mieście broniły się oddziały francuskie, najprawdopodobniej próbujące przyjść z odsieczą oddziałom Puthoda. Ta bitwa zakończyła się porażką Francuzów, którym co prawda udało się utrzymać miasto, ale nie mogli już wpłynąć na przebieg działań za rzeką.
W pobliżu miało też miejsce mniejsze starcie pruskich wojsk generała von Yorcka z sojusznikami Francuzów z Wirtembergii: wojska Yorcka przeprawiły się przez młyńską odnogę Bobru w wiosce Żerkowice (w pobliżu dzisiejszego zakładu wytwarzania oklein), a po spotkaniu silnego oporu, wycofały się.

## Kwestia udziału Napoleona w bitwie
Spotykane w źródłach informacje, że w czasie bitwy w Lwówku przebywał Napoleon, są błędne i wynikają z wydanej w tym czasie odezwy generała Blüchera do żołnierzy oraz przeświadczenia generała Langerona o ataku całej armii Napoleona, co spowodowało jego przyspieszone wycofanie z okolic Pielgrzymki po napotkaniu przedniej straży wojsk francuskich mimo wyraźnych zadania utrzymania tej wioski za wszelką cenę. Niewykluczone też, że wojska francuskie miały rozkaz informować wroga o obecności cesarza, aby zdemoralizować przeciwnika lub zmusić do bezładnego wycofania, co nie pozwoliłoby Armii Śląska na wzięciu udziału w działaniach w Saksonii. Sam Blücher około 24 sierpnia zdał sobie sprawę, że Napoleon najprawdopodobniej odmaszerował z jednym z korpusów w kierunku Chojnowa, a na skutek sprzeczek z Langeronem i von Yorckiem zdecydował się wydać bitwę w okolicach Jawora (bitwa nad Kaczawą).
W rzeczywistości cesarz był wtedy w okolicach Żytawy, a następnie zebrał swoje oddziały z okolic Lubania i Zgorzelca i ruszył z odsieczą na Drezno.
Informacje zawarte w odezwie Blüchera były później wielokrotnie powtarzane przez innych autorów.